# Otophryne steyermarki
Otophryne steyermarki (tên tiếng Anh: Sapito Robusto De Steyermark) là một loài ếch trong họ Nhái bầu.
Nó được tìm thấy ở Guyana, Venezuela, và có thể cả Brasil.
Các môi trường sống tự nhiên của chúng là các khu rừng vùng núi ẩm nhiệt đới hoặc cận nhiệt đới và sông.